# Maciej Domański
Maciej Domański (Rzeszów, 1990. szeptember 5. –) lengyel labdarúgó, a Stal Mielec középpályása.

## Pályafutása
Domański a lengyelországi Rzeszów városában született. Az ifjúsági pályafutását a Stal Rzeszów és a Stal Mielec csapataiban kezdte, majd 2009-ben a Polonia Warszawa akadémiájánál folytatta.
2008-ban mutatkozott be a Stal Mielec felnőtt csapatában. 2011 és 2012 között a Radomiaknál szerepelt. 2012-ben visszatért a Stal Mielechez. 2015-ben a Siarka Tarnobrzeghez, majd 2016-ban a Puszcza Niepołomice csapatához igazolt.
2018 júliusában a másodosztályú Raków Częstochowához szerződött. Először a 2018. július 21-ei, Puszcza Niepołomice ellen 3–0-ra megnyert mérkőzésen lépett pályára. Első gólját 2018. július 28-án, a GKS Jastrzębie ellen 2–2-es döntetlennel zárult találkozón szerezte meg. A 2018–19-es szezonban feljutott a csapattal az első osztályba. 2020. január 29-én szerződést kötött a Stal Mielec együttesével. 2020. március 1-jén, az Olimpia Grudziądz ellen 5–0-ra megnyert bajnokin debütált. 2020. június 14-én, a Tychy ellen 4–2-es győzelemmel zárult mérkőzésen feljegyezhette első gólját a klub színeiben.

## Statisztikák
2023. február 17. szerint
| Klub              | Szezon   | Osztály     | Bajnokság | Bajnokság | Kupa és Ligakupa | Kupa és Ligakupa | Nemzetközi | Nemzetközi | Összesen | Összesen |
| Klub              | Szezon   | Osztály     | Meccs     | Gól       | Meccs            | Gól              | Meccs      | Gól        | Meccs    | Gól      |
| ----------------- | -------- | ----------- | --------- | --------- | ---------------- | ---------------- | ---------- | ---------- | -------- | -------- |
| Raków Częstochowa | 2018–19  | I Liga      | 23        | 5         | 3                | 0                | —          | —          | 26       | 5        |
| Raków Częstochowa | 2019–20  | Ekstraklasa | 5         | 0         | 2                | 1                | —          | —          | 7        | 1        |
| Raków Częstochowa | Összesen | Összesen    | 28        | 5         | 5                | 1                | 0          | 0          | 33       | 6        |
| Stal Mielec       | 2019–20  | I Liga      | 12        | 3         | 1                | 0                | —          | —          | 13       | 3        |
| Stal Mielec       | 2020–21  | Ekstraklasa | 30        | 6         | 0                | 0                | —          | —          | 30       | 6        |
| Stal Mielec       | 2021–22  | Ekstraklasa | 15        | 1         | 0                | 0                | —          | —          | 15       | 1        |
| Stal Mielec       | 2022–23  | Ekstraklasa | 21        | 4         | 2                | 0                | —          | —          | 23       | 4        |
| Stal Mielec       | Összesen | Összesen    | 78        | 14        | 3                | 0                | 0          | 0          | 81       | 14       |
| Összesen          | Összesen | Összesen    | 106       | 19        | 8                | 1                | 0          | 0          | 114      | 20       |

## Sikerei, díjai
Raków Częstochowa
- I Liga
  - Feljutó (1): 2018–19

Stal Mielec
- I Liga
  - Feljutó (1): 2019–20